# Bindi Irwin
Bindi Sue Irwin, född 24 juli 1998 i Buderim, Queensland, är en australisk skådespelerska, TV-programledare, naturvårdare och djurskötare. Hon är dotter till Steve Irwin och Terri Irwin samt syster till Robert Irwin.
Hennes tilltalsnamn kommer från faderns kvinnliga favoritkrokodil på Australia Zoo och hennes andra förnamn från familjens hund Sui; dessutom är Bindi ett australiskt aboriginskt ord som betyder liten flicka enligt hennes far.
Den 25 mars 2020 gifte sig Irwin med amerikanen Chandler Powell. Deras dotter Grace föddes den 25 mars 2021.